# Кеннінгтон (станція метро)
51°29′19″ пн. ш. 0°06′20″ зх. д. / 51.488611° пн. ш. 0.105556° зх. д.
Кеннінгтон (англ. Kennington) — станція Лондонського метро, обслуговує обидві гілки Північної лінії. Станція розташована у 2-й тарифній зоні. Пасажирообіг на 2017 рік — 5.58 млн осіб.

## Історія
18. грудня 1890 — відкриття станції у складі City and South London Railway (C&SLR, сьогоденне відгалуження Сіті Північної лінії)

## Пересадки
- На автобуси оператора London Buses: 133, 155, 333, 415 та нічні маршрути N133, N155[8]